# David Corfield
David Neil Corfield ist ein britischer Philosoph mit einer Spezialisierung auf die Philosophie der Mathematik und die Philosophie der Psychologie. Er ist Titularprofessor für Philosophie an der University of Kent.

## Ausbildung
David Corfield studierte Mathematik an der University of Cambridge und bekam später einen Masterabschluss und Doktortitel in Philosophie von Wissenschaft und Mathematik am King’s College London. Sein Doktorvater war Donald A. Gillies.

## Arbeit
David Corfield ist der Autor von Towards a Philosophy of Real Mathematics (2003), in welchem er argumentiert, dass die philosophischen Konsequenzen der Mathematik nicht mit dem Unvollständigkeitssatz von Kurt Gödel aufgehört haben. Zudem schrieb er als Koautor gemeinsam mit Darian Leader das Buch Why Do People Get Ill? (2007) über Psychologie und Psychosomatische Medizin. Im Jahr 2007 ging er als Titularprofessor an die University of Kent. Er ist zudem ein Mitglied des Lenkungsausschusses von nLab.

## Bibliographie
- "Assaying Lakatos's Philosophy of Mathematics", Studies in History and Philosophy of Science 28(1), 99–121 (1997).
- "Beyond the Methodology of Mathematical Research Programmes", Philosophia Mathematica 6, 272–301 (1998).
- "Come the Revolution...", critical notice on The Principles of Mathematics Revisited by Jaakko Hintikka, Philosophical Books 39(3), 150–6 (1998).
- "The Importance of Mathematical Conceptualisation", Studies in History and Philosophy of Science 32(3), 507–533 (2001).
- "Bayesianism in Mathematics", in Corfield D. and Williamson J. (eds.) (2001), 175–201.
- (with J. Williamson), "Bayesianism into the 21st Century", in Corfield D. and Williamson J. (eds.) (2001), 1–16.
- Corfield D. and Williamson J. (eds.), Foundations of Bayesianism, Kluwer Applied Logic Series (2001).
- "Argumentation and the Mathematical Process", G. Kampis, L. Kvasz & M. Stöltzner (eds.) Appraising Lakatos: Mathematics, Methodology, and the Man, 115–138. Kluwer, Dordrecht (2002).
- Review of Conceptual Mathematics by F. W. Lawvere and S. Schanuel and A Primer of Infinitesimal Analysis by J. Bell, Studies in History and Philosophy of Modern Physics, 33B(2), 359–366 (2002).
- "From Mathematics to Psychology: Lacan's Missed Encounters" in J. Glynos and Y. Stavrakakis (eds.) Lacan and Science, Karnac Books, 179–206 (2002).
- Towards a Philosophy of Real Mathematics, Cambridge University Press (2003).
- Review of Opening Skinner's Box by Lauren Slater, The Guardian, 27 March 2004.
- Review of M. Krieger: Doing Mathematics. In: Philosophia Mathematica. 13. Jahrgang, 2005, S. 106–111 (englisch).
- "Categorification as a Heuristic Device", in D. Gillies and C. Cellucci (eds.), Mathematical Reasoning and Heuristics, King’s College Publications (2005).
- "Some Implications of the Adoption of Category Theory for Philosophy", in Giandomenico Sica (ed.), What is Category Theory?, Polimetrica (2006), 75–94.
- (with Darian Leader) Why Do People Get Ill?, Hamish Hamilton (2007).
- David Corfield: Understanding the Infinite II: Coalgebra. In: Studies in History and Philosophy of Science. 42. Jahrgang, Nr. 4, 2011, S. 571–579, doi:10.1016/j.shpsa.2011.09.013, bibcode:2011SHPSA..42..571C (englisch).
- Modal Homotopy Type Theory: The Prospect of a New Logic for Philosophy, Oxford University Press (2020).